# Graham-Passage
Die Graham-Passage (in Argentinien Pasaje Correa, in Chile Paso Yelcho) ist eine Meerenge westlich der Antarktischen Halbinsel. Sie trennt die Murray-Insel von der Danco-Küste des Grahamlands.
Der norwegische Walfängerkapitän Sverre Skidsmo benannte sie nach seinem Schiff Graham, mit dem er am 20. März 1922 als Erster diese Meerenge durchfuhr. Namensgeber der argentinischen Benennung ist Kapitän Edelmiro Correa (1852–1906), ein Veteran des Tripel-Allianz-Krieges. Chilenische Wissenschaftler benannten die Meerenge dagegen nach dem Dampfschlepper Yelcho, mit dessen Hilfe im August 1916 der auf Elephant Island verschollene Mannschaftsteil der Endurance-Expedition (1914–1917) des britischen Polarforschers Ernest Shackleton gerettet wurde.